# Mydromera isthmia
Mydromera isthmia är en fjärilsart som beskrevs av Felder 1868. Mydromera isthmia ingår i släktet Mydromera och familjen björnspinnare. Inga underarter finns listade i Catalogue of Life.